# Adam Lipiński
Adam Józef Lipiński (ur. 11 września 1956 w Głubczycach) – polski polityk i ekonomista. Poseł na Sejm I, IV, V, VI, VII, VIII i IX kadencji (1991–1993, 2001–2020), w latach 1999–2002 przewodniczący Porozumienia Centrum, w latach 2001–2020 wiceprezes Prawa i Sprawiedliwości, w latach 2005–2007 i 2015–2020 sekretarz stanu w Kancelarii Prezesa Rady Ministrów, w latach 2006–2007 szef gabinetu politycznego premiera Jarosława Kaczyńskiego, w latach 2016–2020 pełnomocnik rządu ds. społeczeństwa obywatelskiego oraz pełnomocnik rządu ds. równego traktowania, od 2020 wiceprezes Narodowego Banku Polskiego.

## Życiorys
Syn Eugeniusza i Anieli Lipińskich. Ukończył II Liceum Ogólnokształcące w Legnicy, następnie studia na Wydziale Gospodarki Narodowej Akademii Ekonomicznej we Wrocławiu. Pracował m.in. w Zakładach Odzieżowych „Hanka” w Legnicy. Działał we wrocławskich strukturach NSZZ „Solidarność” oraz w innych organizacjach opozycyjnych (Studenckim Komitecie Solidarności we Wrocławiu i jako rzecznik legnickiego Komitetu Samoobrony Społecznej). W okresie stanu wojennego ukrywał się, działał w opozycji do 1989. Był m.in. szefem poligrafii Regionalnego Komitetu Strajkowego we Wrocławiu, współtwórcą organizacji Ruch Społeczny Solidarność, redaktorem kilku wydawnictw książkowych i czasopism (Wydawnictwo Kret, miesięczniki „Konkret”, „Nowa Republika”).
W 1989 był jednym z założycieli stowarzyszenia Centrum Demokratyczne i członkiem Komitetu Obywatelskiego we Wrocławiu. Organizował struktury Porozumienia Centrum na Dolnym Śląsku, w latach 1991–1993 z ramienia tej partii zasiadał w Sejmie I kadencji; nie uzyskał reelekcji w 1993. W wyborach parlamentarnych w 1997 bez powodzenia ubiegał się o mandat poselski z listy Akcji Wyborczej Solidarność w województwie poznańskim. Od 1999 stał na czele PC. W 2001 należał do twórców Prawa i Sprawiedliwości, doprowadził do rozwiązania PC. Od powstania PiS do czasu objęcia stanowiska w NBP w 2020 nieprzerwanie pełnił funkcję wiceprezesa partii. Był redaktorem pisma „Nowe Państwo”, a od 1994 do 2002 pełnił funkcję prezesa wydającej to pismo spółki Srebrna. Od 2006 do 2018 wchodził w skład rady Fundacji Wolność i Demokracja. Był także członkiem zarządu fundacji Instytut im. Lecha Kaczyńskiego.
W 2001 i 2005 ponownie uzyskiwał mandat poselski. W IV kadencji był członkiem Komisji Skarbu i Komisji Mniejszości Narodowych i Etnicznych oraz wiceprzewodniczącym Komisji Nadzwyczajnej do rozpatrzenia projektu ustawy o działalności lobbingowej. 4 listopada 2005 został powołany na stanowisko sekretarza stanu w Kancelarii Prezesa Rady Ministrów odpowiedzialnego za współpracę rządu z parlamentem. 14 lipca 2006 został szefem gabinetu politycznego premiera Jarosława Kaczyńskiego. Z obu stanowisk odwołano go 16 listopada 2007.
26 września 2006 w programie Teraz my! na antenie TVN wyemitowano nagranie rozmowy ministra z Renatą Beger, w której Adam Lipiński ustalał warunki przejścia posłanki Samoobrony do klubu parlamentarnego Prawa i Sprawiedliwości. W zamian za to Renata Beger chciała objąć stanowisko sekretarza stanu w Ministerstwie Rolnictwa, otrzymać pomoc prawną w rozwiązaniu jej spraw sądowych, stanowiska dla członków swojej rodziny oraz zabezpieczenie finansowe na pokrycie weksli wypełnianych przez posłów Samoobrony.
W przedterminowych wyborach parlamentarnych w 2007 Adam Lipiński po raz czwarty uzyskał mandat poselski, startując z 1. miejsca listy PiS w okręgu legnickim. Otrzymał 32 303 głosy, co dało mu pierwsze miejsce wśród kandydatów swojej partii i trzecie w całym okręgu. W wyborach do Sejmu w 2011 z powodzeniem ubiegał się o reelekcję, otrzymał tym razem 25 523 głosy. W 2015 został ponownie wybrany do Sejmu liczbą 26 199 głosów.
W listopadzie 2015 objął ponownie funkcję sekretarza stanu w KPRM. W październiku 2016 został powołany na pełnomocnika rządu ds. społeczeństwa obywatelskiego i pełnomocnika rządu ds. równego traktowania. W grudniu 2017 został też wiceprzewodniczącym Komitetu do spraw Pożytku Publicznego, a także współprzewodniczącym Rady Działalności Pożytku Publicznego. W latach 2016–2018 przewodniczył Międzyresortowemu Zespołowi do spraw Promocji Polski za granicą. W wyborach parlamentarnych w 2019 kolejny raz uzyskał poselską reelekcję, zdobywając 33 269 głosów. W marcu 2020 na stanowisku pełnomocnika rządu ds. równego traktowania zastąpiła go Anna Schmidt-Rodziewicz.
We wrześniu 2020 powołany na członka zarządu i wiceprezesa Narodowego Banku Polskiego na sześcioletnią kadencję od 4 listopada tegoż roku. W związku z tym tego samego dnia wygasł jego mandat poselski. Z kolei w październiku 2020 odszedł z administracji rządowej. Zrezygnował także z członkostwa w partii. W NBP objął nadzór nad Departamentem Edukacji i Wydawnictw.

## Odznaczenia
- Krzyż Wolności i Solidarności (2016)[18]
- Srebrna Odznaka Honorowa Wrocławia (2022)[19]
- Krzyż Komandorski Orderu Zasługi (Węgry, 2016)[20][21]

## Życie prywatne
Adam Lipiński jest żonaty. Zbiera książki; ma księgozbiór liczący kilkanaście tysięcy woluminów.